# Daiya no Ace
Daiya no Ace (ダイヤのA Daiya no A?) también conocida como Ace no Diamond, es un manga japonés escrito e ilustrado por Yuji Terajima y publicado por Kodansha. Ha sido serializado por la revista Weekly Shōnen Magazine desde 2006. En 2008, Daiya no Ace recibió un Shogakukan Manga Award en la categoría shōnen. En 2009, gana el Kodansha Manga Award para el mejor manga shōnen.
Una adaptación al anime fue lanzada el 6 de octubre de 2013. Dos OVAS se incluyeron en los volúmenes cuatro y cinco del manga Diamond no Ace, Act II. El primer salió el 15 de julio de 2016 y el segundo el 16 de septiembre de 2016.

## Argumento
La serie sigue a Eijun Sawamura, un lanzador de béisbol con un cambio muy inusual de lanzamiento que se ha producido de forma natural. Sawamura planea ir con sus amigos a una escuela preparatoria local y jugar béisbol a la medida de sus posibilidades. Sin embargo un día escucha de la prestigiosa Seidou la cual se acerca a él y le ofrece una beca y la oportunidad de ir a los nacionales. Sawamura decide hacer una visita a la escuela, y cambia toda su perspectiva sobre el futuro. 
La primera temporada sigue a Seidou y a sus principales rivales en su intento de ayudar a los alumnos de Tercer Año ir a los nacionales durante el Torneo de Verano. Una vez que termine el Torneo de Verano, los alumnos de Tercer Año se verán obligados a retirarse, pero ¿hasta dónde puede ayudarles a ir Sawamura cuando actualmente no tiene ningún tipo de control?
La segunda temporada continúa siguiendo a Sawamura, Furuya, Haruichi, y Miyuki, ya que llevan un nuevo equipo, junto con algunas caras que regresan, a través del Torneo de Otoño. Su objetivo demasiado ambicioso es ganar los nacionales durante el Torneo de Otoño y convencer al Entrenador Kataoka que no tiene que renunciar.

## Personajes

### Preparatoria Seidou
Eijun Sawamura (沢村 栄純 Sawamura Eijun?)
 Seiyū: Ryōta Ōsaka
Eijun es un lanzador zurdo cuyos lanzamientos suelen ser erráticos. Su cuerpo tiene una enorme capacidad de flexibilidad, lo que le permite cambiar la trayectoria de su lanzamiento en el momento preciso que va al bateador. A raíz de que su estilo de juego carece de control, sus lanzamientos cambian de dirección súbitamente antes de que el bateador pueda impactar la bola. Sin embargo, esta condición hace que sus lanzamientos sean muy difíciles para sus rivales, la mayoría de los receptores no saben predecir la dirección que tomará la bola. Inicialmente ha sido muy inconsistente en sus lanzamientos. Su conocimiento sobre béisbol raya en lo mediocre, pero se esfuerza por mejorar y quiere ser el lanzador número 1 de la preparatoria Seidou.
Eijun viene de Nagano donde jugó béisbol en la secundaria. Su equipo era de rendimiento apenas promedio, a menudo cometían errores en momentos importantes y perdían casi todos sus partidos. Sin embargo, Eijun tiene un gran espíritu combativo, no importa cuan desesperada es la situación, inspira a sus compañeros a luchar y buscar la victoria. Dentro de sus amigos de la infancia, Wakana, era la mánager del equipo. Inicialmente, después Eijun de ser reclutado por Seidou, él había planeado rechazar la oferta ya que el quería seguir jugando con sus amigos en la misma preparatoria. Pero sus amigos le dieron el impulso a Eijun para ir a Seidou sin importar sus sentimientos, no querían detenerlo frente a una gran oportunidad. Eijun finalmente va a Seidou y declara que quiere ser la gran estrella, el lanzador número 1 de Seidou.
Satoru Furuya (降谷 暁 Furuya Satoru?)
 Seiyū: Nobunaga Shimazaki
Es el rival de Eijun, Furuya es un lanzador diestro el cual tiene mucha potencia con sus rectas y forkballs. Sus lanzamientos eran tan potentes que ningún receptor de secundaria en Hokkaido podía atraparlos. Gracias a eso, fue apartado del equipo de béisbol de su escuela, ya que su talento sobrepasaba por mucho al de los demás. Después de oír acerca de un receptor genio de primer año de preparatoria, Miyuki Kazuya, él se presenta a la preparatoria Seidou para jugar béisbol con el e inmediatamente logra generar respeto hacia Miyuki cuando fácilmente atrapa sus lanzamientos. Durante el partido entre los jugadores primer y segundo año, Furuya sube directamente al primer equipo por su desempeño. Después de su debut frente a Yokohama, Furuya se vuelve una leyenda para dentro de las preparatorias y es descrito como un novato monstruoso.
Los puntos fuertes de Furuya son sus increíbles y potentes lanzamientos, juego de jardines, y su bateo. Sus grandes debilidades son la resistencia física y el juego de infield. También sus lanzamientos al ser tan potentes le producen heridas en las puntas de sus dedos y su uñas, así que no puede lanzar por mucho tiempo. Es una persona asocial y muy antipática con los demás. Sin embargo cambia bastante al momento de lanzar, es descrito como un prodigio. No le gustan los demás aspectos del béisbol fuera del juego. Sorprendentemente nunca se ha considerado mejor que Eijun. Respeta a Eijun como su rival e inclusive lo acompaña en sus prácticas nocturnas corriendo en el campo. Gracias al rechazo que recibió en la secundaria, él es se siente feliz y a la vez extrañado hacía el trato que le dan sus compañeros de 2.º y 3.er año, se alegra cuando le piden favores como traer las bebidas, pero muestra incomodidad cuando son demasiado soberbios. Le gusta mucho recibir consejos para seguir mejorando. Se aburre con facilidad, prefiere dormir en cualquier momento e ignorar a sus compañeros, especialmente a Eijun.
Kazuya Miyuki (御幸 一也 Miyuki Kazuya?)
 Seiyū: Takahiro Sakurai
Es un brillante receptor de segundo año de gran inteligencia y una vista muy afilada. Es el receptor principal de la preparatoria Seidou, reiteradamente elogiado por sus compañeros y reconocido por el entrenador como un jugador muy importante. Desde su primer año recibió bastantes miradas a tal punto que salió en una revista deportiva. Los puntos más fuertes de Miyuki son su gran sentido sobre el béisbol, lectura del rival y su bateo con jugadores en las bases. Es una persona bastante bromista y le gusta molestar a los dos lanzadores de primer año, Eijun y Furuya. A pesar de su juventud, en el equipo de la preparatoria Seidou, le tienen respeto sempai como Tanba (aunque este reconoce abiertamente que no es de su agrado) y Chris, quien, según Rei Takashima, es la persona a la que Miyuki más admiraba como cácher.
Haruichi Kominato (小湊 春市 Kominato Haruichi?)
 Seiyū: Natsuki Hanae
Es un jugador de primer año que juega de segunda base, Haruichi posee talento natural como jugador todo terreno. A pesar de su baja estatura y apariencia débil, tiene una gran calidad como bateador, capaz de generar hits productores desde cualquier posición, y controlar hacía donde lleva la pelota. También es muy talentoso en la defensa de infield, logra atrapar roletazos y batazos en el aire de un salto. Se le ha reconocido por su gran sentido de juego, capaz de tomar decisiones adecuadas en pocos segundos. Su habilidad y talento supera a la de su hermano mayor, Ryousuke Kominato, quien es el titular en la posición de segunda base de la preparatoria Seidou. Su debilidad principal es la resistencia física, la cual busca mejorar durante toda la serie.

#### Generación de Miyuki
Yōichi Kuramochi (倉持 洋一 Kuramochi Yōichi?)
 Seiyū: Shintarō Asanuma
Es un jugador de segundo año que juega de campo corto, primer bate, como es usual de la posición Yōichi es muy activo y versátil en su juego. Es junto a Masuko Tooru, compañero de habitación de Eijun, a quien le encanta hacerle bromas y molestarlo. Le encanta la lucha y los videojuegos, que juega con sus compañeros luego de los entrenamientos. Debido a la personalidad desagradable de Miyuki, él es lo más parecido que tiene a un amigo y Kuramochi tampoco tiene muchos amigos, aunque siempre están discutiendo y constantemente se molestan uno al otro.
Norifumi Kawakami (川上 憲史 Kawakami Norifumi?)
 Seiyū: Hiro Shimono
Es un lanzador de segundo año que juega como relevista, es un lanzador 'submarine' el cual desarrolla sus lanzamientos de forma atípica de abajo a hacia arriba. Es uno de los jugadores del equipo principal de Seidou, comparte su posición con Furuya, Eijun y Tanba.

#### Generación de Yuki
Tetsuya Yūki (結城 哲也 Yūki Tetsuya?)
 Seiyū: Yoshimasa Hosoya
Es un jugador de tercer año que juega en la primera base, batea cuarto y es el capitán de la preparatoria Seidou. Se caracteriza por ser considera como un 'monstruo' por sus rivales, es capaz de batear todo tipo de lanzamientos, en especial la bola curva; Es el jugador del cual todos sus compañeros confían en cuanto a su rendimiento. Tiene un carácter tranquilo, le gusta jugar Shogi y es un líder natural.
Jun Isashiki (伊佐敷 純 Isashiki Jun?)
 Seiyū: Yūki Ono
Es un jugador de tercer año el cual juega como jardinero central, batea tercero, es un jugador de gran potencia en el brazo convirtiéndose en un arma en caso de un 'pisa y corre'. Tiene un carácter explosivo y al momento de jugar tiene mucha determinación.
Tōru Masuko (増子 透 Masuko Tōru?)
 Seiyū: Wataru Hatano
Es un jugador de tercer año que juega como tercera base, batea quinto. Es junto a Kuramochi Yoichi, compañero de habitación de Eijun, los cuales molestan a su kohai en múltiples ocasiones. Sin ser muy talentoso, equipara su esfuerzo con el de los demás, cosa que lo destaca y es una de las razones por las cuales es jugador del equipo principal. Su carácter es tranquilo y algo excéntrico, le encanta el flan.
Ryōsuke Kominato (小湊 亮介 Kominato Ryōsuke?)
 Seiyū: Nobuhiko Okamoto
Es un jugador de tercer año, quien juega como segunda base y es un regular del equipo principal de la preparatoria Seidou, tiene características similares a su hermano Haruichi, sin embargo se considera que el lo puede superar y quedarse con dicha posición en el equipo principal. Es atemorizante frente a los jugadores de años inferiores, inclusive con su hermano, con el cual es distante.
Kōichirō Tanba (丹波 光一郎 Tanba Kōichirō?)
 Seiyū: Masakazu Morita
Es un lanzador de tercer año, es uno de los jugadores a los cuales el entrenador más confianza le tiene junto a Chris. Tiene varios tipos de lanzamientos, una recta, una forkball y su atemorizante bola curva. Es el gran candidato a ser el Ace del equipo y pone todo de si para lograr su objetivo. Es de carácter reacio, pero muy acogedor con los demás. El reconoce abiertamente que Miyuki no es de su agrado. Esto se debe a que por lo general es muy sincero respecto a las debilidades o fortalezas de los demás, sin importarle si se trata de alguien mayor o no y esto le desagrada a Tanba.
Chris Yū Takigawa (滝川・クリス・優 Takigawa Kurisu Yū?)
 Seiyū: Daisuke Namikawa
Es un receptor de tercer año, uno de los jugadores con más talento de todo el equipo, respetado por todos los demás. Sufrió una lesión en su segundo año con la preparatoria Seidou y adelanta su recuperación. Es hijo de un exjugador profesional de béisbol. De brazo potente y una inteligencia por arriba de lo común, se convierte en una estrella reconocida por sus compañeros y rivales. De actitud reflexiva y persistencia resaltable.

## Contenido de la obra

### Obra teatral
El manga ha sido adaptado a cuatro obras teatrales producidas por Office ENDLESS, y dirigidas y guionadas por Shintarō Asanuma. La primera, Ace of Diamond The Live, se realizó entre el 1 y 9 de agosto de 2015. La segunda, Ace of Diamond The Live II, entre el 17 y 21 de marzo de 2016. La tercera, Ace of Diamond The Live III, entre el 19 de agosto y 4 de septiembre de 2016. La cuarta fue estrenada durante la primavera japonesa de 2017.
El reparto fue el siguiente:
| Actor         | Personaje      |
| ------------- | -------------- |
| Ren Ozawa     | Eijun Sawamura |
| Tomoki Hirose | Satoru Furuya  |
| Takuma Wada   | Kazuya Miyuki  |

### Anime
La serie de televisión de anime fue producida por Madhouse y Production I.G y comenzó a transmitirse el 6 de octubre de 2013 en las estaciones de TX Network y más tarde en AT-X. Los episodios fueron transmitidos simultáneamente en Estados Unidos, Canadá, Reino Unido, Irlanda, Australia, Nueva Zelanda, Sudáfrica, Dinamarca, Finlandia, Islandia, Países Bajos, Noruega, Suecia, Centro y Sudamérica, España, México, Brasil y Portugal por Crunchyroll. Inicialmente se planeó que la serie tuviera 52 episodios, pero se extendió y finalizó en marzo de 2015. Una segunda temporada comenzó a transmitirse poco después, el 6 de abril de 2015, en las estaciones de TX Network y más tarde en AT-X. Al igual que su predecesor, los episodios fueron transmitidos simultáneamente en los países antes mencionados por Crunchyroll. Se incluyeron dos DVD de animación originales con los volúmenes cuarto y quinto del manga Ace of Diamond Act II; el primero se publicó el 15 de julio de 2016 y el segundo el 16 de septiembre de 2016.
En noviembre de 2018 se anunció una adaptación al anime de Ace of Diamond Act II. El elenco y el personal retomaron sus papeles de la serie anterior, y Madhouse regresó para la producción de animación. La serie se emitió durante 52 episodios desde el 2 de abril de 2019 hasta el 31 de marzo de 2020.
En mayo de 2024 se anunció que la serie recibirá una secuela. El estreno de la serie está previsto para 2026.